# Ed Kemper
Edmund (Ed) Emil Kemper III (Burbank, Californië, 18 december 1948) is een Amerikaanse seriemoordenaar. Zijn bijnaam was de Co-ed Killer omdat hij, naast drie familieleden, een groot aantal studentes (Engels: coeds) heeft vermoord in 1972 en 1973. Hij bekende schuld aan alle moorden en heeft zichzelf aangegeven, waarna hij achtmaal levenslang heeft gekregen. Veel van zijn misdaden bevatten naast moord ook verkrachting of necrofilie.
Kemper is opmerkelijk lang (2,06 m) en intelligent, zo bezit hij een IQ van 145. Vanwege zijn lange postuur is zijn bijnaam Big Ed. Een ander opvallend kenmerk is zijn, op het eerste gezicht, lieve karakter. Hij is bekend om het feit dat hij een van de weinige seriemoordenaars is die berouw heeft getoond voor zijn daden, zichzelf heeft aangegeven en al zijn misdrijven in detail aan de autoriteiten heeft beschreven. Deze kennis is erg belangrijk geweest in het onderzoek naar de beweegredenen en modus operandi van seriemoordenaars en uiteindelijk het speurwerk naar (serie)moordenaars in latere misdrijven.

## Gepleegde feiten

### Jeugdproblemen
Als kind vertoonde Kemper al verontrustend gedrag en tekenen van een antisociale persoonlijkheidsstoornis, zo heeft hij twee katten die de familie hield op gruwelijke wijze vermoord en martelde hij insecten. Daarnaast heeft hij ook meerdere poppen van zijn zusjes gemolesteerd. Ook heeft hij als kind de gewoonte gehad met een mes op zak zijn schoollerares vanaf buiten haar huis door het raam te stalken. Hij en zijn zusjes speelden gevaarlijke en zelfs levensbedreigende spelletjes, waardoor hij bijna verdronk in een zwembad en voor een trein is geworpen. Ook had hij bijna op zijn zus geschoten toen hij dacht dat het pistool ongeladen was en misschoot.
Hij zou een goede relatie met zijn vader hebben gehad en vond het verschrikkelijk na de scheiding van zijn ouders bij zijn moeder te moeten wonen. Er is gespeculeerd dat zij leed aan een borderline-persoonlijkheidsstoornis. In ieder geval heeft zij haar kinderen van jongs af aan fysiek en mentaal mishandeld. Ze wilde haar zoon geen liefde tonen uit angst hem op die manier homoseksueel te maken. Ook was ze bang dat Ed zijn zusjes iets zou aandoen, daarom liet ze hem opgesloten in de kelder slapen. Op 14-jarige leeftijd is hij van haar weggelopen naar zijn vader (Edmund Kemper II). Die had een nieuw gezin gesticht en na enkele maanden heeft zijn vader hem naar zijn grootouders gestuurd. Zijn grootvader zou volgens Kemper dementerend zijn en zijn grootmoeder zou haar man en kleinzoon hebben gekleineerd. Kemper heeft veel leed ondervonden door de afwijzing van zijn beide ouders en hij heeft meerdere zelfmoordpogingen gedaan voor hij werd opgenomen na zijn eerste moorden.

### Eerste moorden
In augustus 1964 pleegde hij op 15-jarige leeftijd zijn eerste menselijke moorden. Na een meningsverschil met zijn grootmoeder (Maude, geb. 1897), bij wie hij toentertijd nog steeds woonde, doodde hij haar. Toen zijn grootvader (Edmund I, geb. 1892) korte tijd later thuiskwam van boodschappen doen, schoot Kemper ook hem neer. Hij gebruikte hiervoor het geweer dat hij van zijn grootvader had gekregen. Na zijn daad wist hij niet wat hij moest doen en belde hij zijn moeder (Clarnell). Die vertelde hem dat hij de lokale autoriteiten moest bellen. Dat deed hij en hij wachtte vervolgens tot hij werd meegenomen door de politie.
Na zijn arrestatie zei Kemper dat hij "gewoon wilde zien hoe het voelde om oma te vermoorden" en getuigde dat hij zijn grootvader had vermoord zodat hij er niet achter zou hoeven komen dat zijn vrouw dood was, en dat hij boos zou zijn op Kemper voor wat hij had gedaan.

### Psychiatrische jeugdgevangenis
Tijdens zijn veroordeling werd door psychiaters van de rechtbank de diagnose paranoïde schizofrenie gesteld. Hij werd opgenomen in Atascadero State Hospital en daar vastgehouden. Dit was een psychiatrische jeugdgevangenis met de sterkste vorm van beveiliging, welke speciaal voor veroordeelden met een psychische aandoening was. Daar is tijdens testen vastgesteld dat hij extreem intelligent was en zelfs een IQ van 145 had. Daarnaast werd de eerdere diagnose van paranoïde schizofrenie verworpen en veranderd in een passief-agressieve persoonlijkheidstoornis. Hij werd tijdens zijn detentie lid van de United States Junior Chamber, een organisatie voor jongvolwassenen die zich willen ontwikkelen op het gebied van leiderschap en communicatie. Het is een vooraanstaande organisatie met enkele presidenten van de U.S.A. als oud-leden. Kemper was volgens de psychiaters van de instelling een model-gevangene en werd zelfs opgeleid tot het helpen uitvoeren van psychiatrische testen op mede-gevangenen. Hij beweerde tijdens zijn werk met de Atascadero-psychiaters nieuwe testen en enkele nieuwe schalen op de Minnesota Multiphasic Personality Inventory (MMPI) te hebben ontwikkeld, met name een "Openlijke vijandigheidsschaal".
Hij heeft de specialisten in de instelling kunnen overtuigen dat hij genezen was van zijn geestesziekte en geen gevaar meer vormde voor de maatschappij, waarop hij voorwaardelijk werd vrijgelaten op zijn 21ste verjaardag. Na zijn tweede arrestatie verklaarde Kemper dat hij door te begrijpen hoe deze testen werkten zijn psychiaters kon manipuleren. Daarbij gaf hij ook toe dat hij veel had geleerd van de zedendelinquenten die hij zelf mocht testen; ze vertelden hem bijvoorbeeld dat het het beste was om een vrouw te doden nadat je haar had verkracht om te voorkomen dat er getuigen achterblijven.
Tijdens zijn voorwaardelijke vrijlating van 18 december 1969 ging hij weer bij zijn moeder wonen, tegen het advies van de specialisten in. Kemper liet aan zijn psychiaters zien dat hij was genezen, en op 29 november 1972 werden zijn jeugddossiers zelfs definitief geschrapt.
Het laatste rapport van zijn reclasseringspsychiaters luidde:

Als ik de patiënt zou zien zonder enige kennis van zijn medische achtergrond te hebben of enige anamnese van hem te krijgen, zou ik denken dat we te maken hebben met een zeer goed aangepaste jongeman met initiatief, intelligentie en die vrij was van enige psychiatrische ziekte. Ik ben van mening dat hij uitstekend heeft gereageerd op de jarenlange behandeling en revalidatie en ik zou geen psychiatrische reden zien om hem als een gevaar voor zichzelf of voor enig lid van de samenleving te beschouwen... [en] aangezien hij als vrije volwassene beter zijn potentieel kan ontwikkelen, zou ik het redelijk vinden om zijn jeugddossiers definitief te schrappen.

### Tweede moordreeks
Zelfs tijdens zijn voorwaardelijke vrijlating, tussen mei 1972 en februari 1973, maakte Kemper volop slachtoffers onder vrouwelijke lifters (voornamelijk studentes) die hij oppikte, soms verkrachtte, en vermoordde. De lichamen nam hij veelal mee naar zijn appartement. Daar had hij seks met de levenloze overblijfselen en sneed hij de lijken vervolgens in stukken. De restanten werden door hem gedumpt op braakliggende terreinen of in ravijntjes. In ten minste één geval begroef hij het hoofd van een slachtoffer in de tuin van zijn moeder. Hij vermoordde op deze wijze zes studentes, vaak na een ruzie met zijn moeder.
Op 21 april 1973 sloeg hij zijn moeder in haar slaap dood met een hamer. Vervolgens nodigde hij haar beste vriendin uit, die hij wurgde. Hierna pleegde hij necrofilie.

### Lijst van slachtoffers
- Maude Matilda Hughey Kemper (27 augustus 1964), grootmoeder
- Edmund Emil Kemper I (27 augustus 1964), grootvader
- Mary Ann Pesce, 18 (7 mei 1972)
- Anita Mary Luchese, 18 (7 mei 1972)
- Aiko Koo, 15 (14 september 1972)
- Cynthia "Cindy" Ann Schall, 18 (8 januari 1973)
- Rosalind Heather Thorpe, 23 (5 februari 1973)
- Alice Helen "Allison" Lui, 20 (5 februari 1973)
- Clarnell Elizabeth (Kemper) Strandberg, 52 (21 april 1973), moeder
- Sara Taylor "Sally" Hallett, 59 (21 april 1973)

## Veroordeling
Na de moord op zijn moeder en haar vriendin heeft Kemper de politie gebeld en zichzelf aangegeven. Bij zijn rechtszitting verklaarde hij gestoord te zijn, maar hij werd geestelijk gezond en schuldig aan acht moorden met voorbedachten rade verklaard. Hierna vroeg hij om de doodstraf, die op dat moment niet meer werd uitgedeeld. Hij werd veroordeeld tot acht keer levenslang. Op advies van artsen werd hij opgesloten in California Medical Facility,  een gevangenisziekenhuis in Vacaville, Californië.
In juli 2024 vroeg hij voor de 12e keer een voorwaardelijke invrijheidstelling aan wat werd geweigerd.

## Citaat
Het volgende citaat werd opgetekend uit de mond van Ed Kemper:

When I see a pretty girl walking down the street, I think two things: One part of me wants to take her home, be real nice and treat her right; the other part wonders what her head would look like on a stick.

(Als ik een leuk meisje zie lopen, denk ik twee dingen: enerzijds wil ik haar mee naar huis nemen, aardig zijn en haar goed behandelen, anderzijds vraag ik mij af hoe haar hoofd eruit zou zien op een stok.)

## Popcultuur
- In de Netflix-serie Mindhunter onderzoeken twee FBI-agenten seriemoordenaars waaronder Ed Kemper. Hij wordt gespeeld door Cameron Britton.